# 2010년 1월
| 2010년: 1월 · 2월 · 3월 · 4월 · 5월 · 6월 · 7월 · 8월 · 9월 · 10월 · 11월 · 12월 |

| <          | 2010년 1월 | 2010년 1월 | 2010년 1월 | 2010년 1월 | 2010년 1월   | >          |
| 일         | 월         | 화         | 수         | 목         | 금           | 토         |
|            |            |            |            |            | 1 11.17 신해 | 2 18 임자  |
| 3 19 계축  | 4 20 갑인  | 5 21 을묘  | 6 22 병진  | 7 23 정사  | 8 24 무오    | 9 25 기미  |
| 10 26 경신 | 11 27 신유 | 12 28 임술 | 13 29 계해 | 14 30 갑자 | 15 12.1 을축 | 16 2 병인  |
| 17 3 정묘  | 18 4 무진  | 19 5 기사  | 20 6 경오  | 21 7 신미  | 22 8 임신    | 23 9 계유  |
| 24 10 갑술 | 25 11 을해 | 26 12 병자 | 27 13 정축 | 28 14 무인 | 29 15 기묘   | 30 16 경진 |
| 31 17 신사 |            |            |            |            |              |            |

| - 1월 11일 - 미프 기스 - 1월 20일 - 이용삼 - 1월 27일 - 하워드 진 - 1월 27일 - 데이비드 샐린저 - 1월 29일 - 이남이 - 1월 30일 - 길창덕 편집하기 |

## 2010년1월 30일
- 만화 '꺼벙이'를 그린 대한민국의 만화가 길창덕이 향년 81세로 사망하였다.

## 2010년1월 27일
- 호밀밭의 파수꾼을 지은 미국의 소설가, 제롬 D. 샐린저가 향년 91세로 사망하였다.
- 미국의 역사학자 하워드 진이 향년 87세로 사망하였다.
- 조선민주주의인민공화국이 대한민국 황해 백령도 NLL부근에 해안포를 발사하였다. 발사는 30일까지도 계속되고 있다.
- 대한민국 경상남도 통영시 국도 남동방향 해상 6마일 수역에서 모래운반선 2척이 침몰해 선원 10명이 실종했다.

## 2010년1월 20일
- 아이티에서 12일 7.0의 강진에 이어 규모 6.1의 강한 지진이 다시 발생하였다.
- 서울중앙지방법원 문성관 판사는 광우병 기사로 검찰에 기소된 PD수첩 제작진에게 무죄를 선고 하였다.'
- 대한민국 민주당 소속 제18대 이용삼 의원이 위암으로 사망하였다.

## 2010년1월 18일
- 칠레에서 칠레 연합 소속의 중도 우파 세바스티안 피녜라가 대통령에 당선되었다.

## 2010년1월 17일
- 이란에서 규모 5.0의 지진이 발생했다.

## 2010년1월 14일
- 최후의 날 시계가 자정 6분 전으로 1분 늦춰졌다.

## 2010년1월 12일
- 아이티에서 규모 7.0의 지진이 일어났다.

## 2010년1월 11일
- 대한민국 정부가 국가 균형발전을 토대로 추진해온 행정부처의 세종시 이전을 전면 백지화하고, 대신 교육 과학중심의 경제도시로 육성하는 ‘세종시 수정안’을 발표했다.
- 조선민주주의인민공화국이 한국 전쟁의 정전 협정 대상국에 평화협정을 위한 회담을 제의했다.
- 《안네의 일기》의 저자 안네 프랑크의 조력자들 중 마지막 생존자였던 미프 기스가 향년 100세의 나이로 사망하였다.

## 2010년1월 10일
- 2009년 6월에 연세대학교 세브란스병원에서 연명 치료를 중단한 김 할머니가 별세하였다.

## 2010년1월 8일
- 2010년 아프리카 네이션스컵에 참가하기 위해 콩고 공화국에서 전지훈련을 마치고 버스로 앙골라를 지나던 토고 축구 국가대표팀이 무장 단체로부터 총격을 받았다.

## 2010년1월 4일
- 대한민국 수도권 지방을 중심으로 기록적인 폭설이 내렸다. 이로 인해 김포공항의 항공편이 모두 결항되는 등 교통이 마비되었으며, 서울의 하루 적설량은 1937년 적설량 관측 이래 최대인 25.8cm를 기록하였다.
- 아랍에미리트 두바이에 있는 세계 최고층 건물인 부르즈 할리파(예전 이름: 부르즈 두바이)가 개장되었다.
- 태양 외의 다른 항성 주위에 있는 지구형 행성을 찾기 위해 구성된 케플러 계획을 통해 발사된 케플러 우주선에서 첫 데이터가 수신되어, 다섯 개의 외계 행성을 발견하였다.

## 2010년1월 3일
- 페루 대법원이 알베르토 후지모리 전 대통령에게 선고된 징역 25년형을 확정하였다.

## 2010년1월 1일
- 파키스탄에서 자살 폭탄 테러가 일어나 105명이 사망하였다.
- 대한민국의 현대방송주식회사, 화이트커뮤니케이션에서 운영한 종교방송인 현대종교TV를 개국하였다.
- 대한민국의 한양미디어그룹에서 운영한 방송업인 주식회사 HTS를 설립하였다.